# Кунелакис, Николаос
Николаос Кунелакис (греч. Νικόλαος Κουνελάκης; 1829, Ханья — 1869, Каир) — греческий художник XIX века.

## Биография

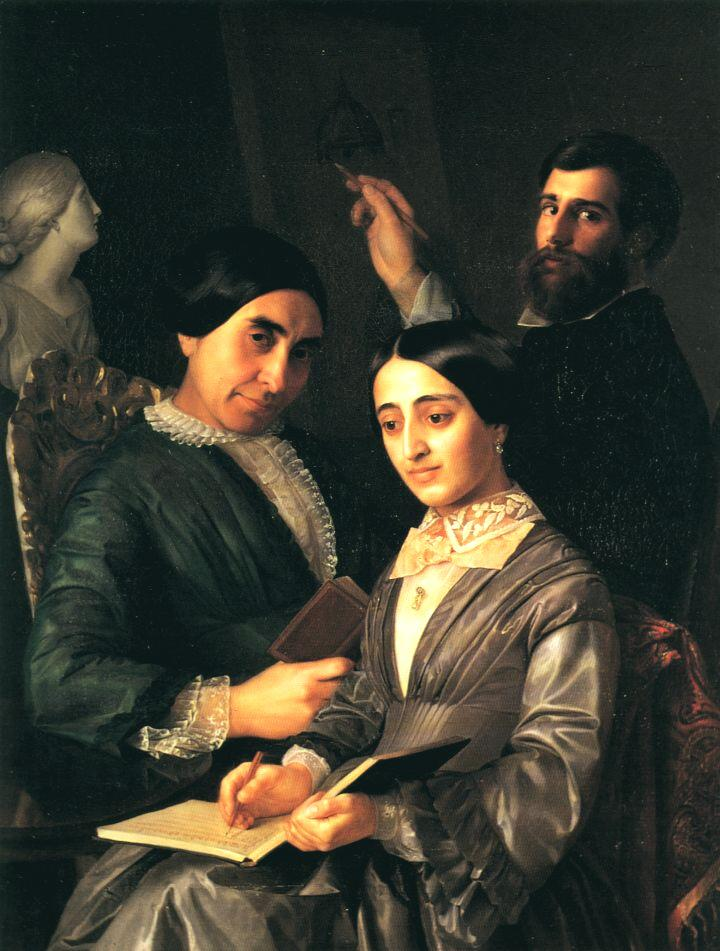
Семья художника

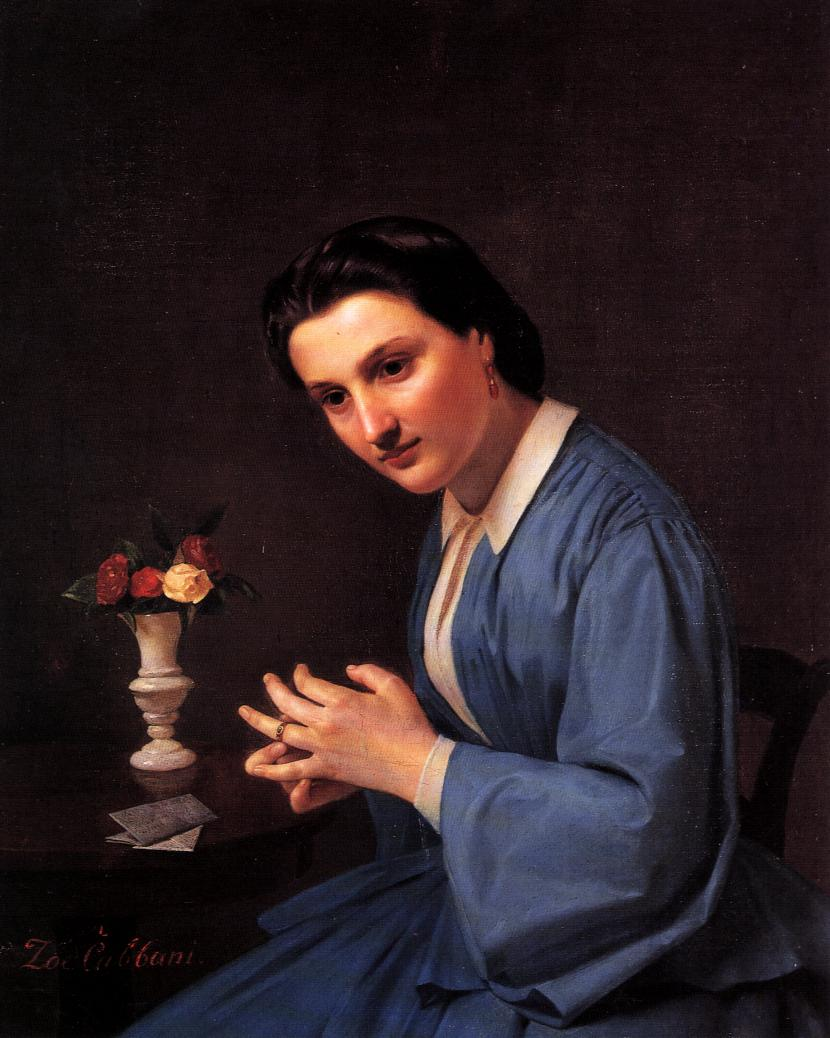
Портрет Зои Кампани, 1864 год

Николаос Кунелакис родился на острове Крит в 1829 году. В это время завершилась Освободительная война Греции, но Крит остался вне пределов возрождённого греческого государства.
Продолжающиеся турецкие преследования вынудили отца Кунелакиса эмигрировать с семьёй в Россию, в Одессу. Впоследствии семья переехала в Санкт-Петербург, где Николаос поступил в Академию художеств.
В 1857 году Кунелакис отправился в Рим и Венецию, чтобы ближе познакомиться с работами художников эпохи Возрождения.
В конечном итоге, Кунелакис обосновался во Флоренции. Здесь он жил и работал до 1867 года. В этот период он познакомился и женился на гречанке Зои Кампани. Но жена умерла от туберкулёза через год после свадьбы.
Художник также заболел туберкулёзом и решил переехать в более жаркий Египет. По пути в Египет, он проездом посетил Афины и Афинский Акрополь.
Кунелакис умер в Каире в 1869 году.

## Работы и признание

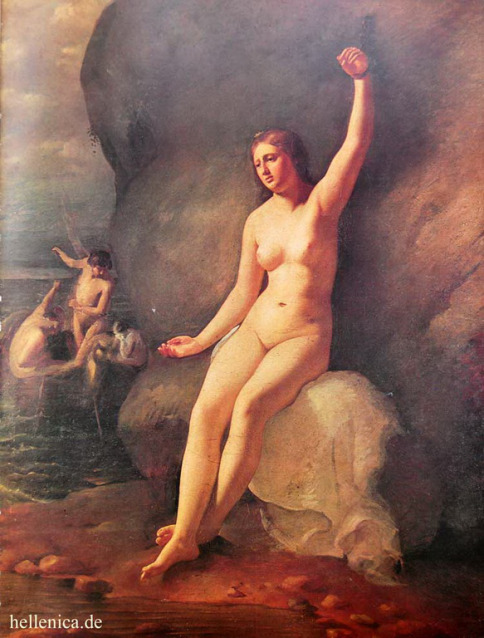
Андромеда.

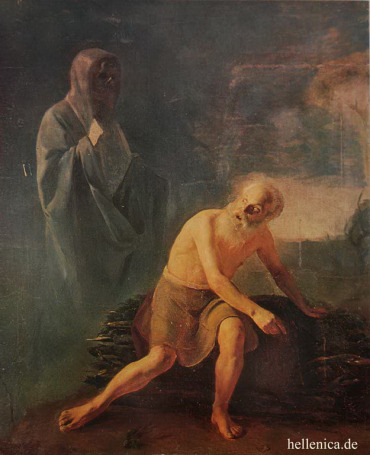
Старик и Смерть.

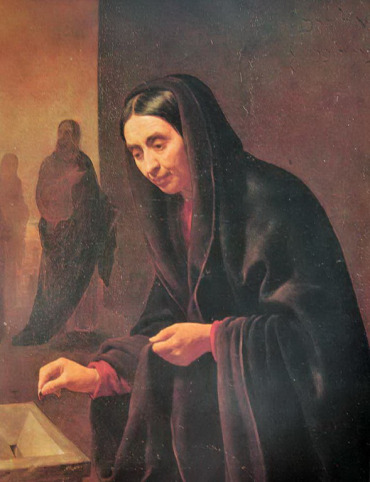
Пожертвование вдовы

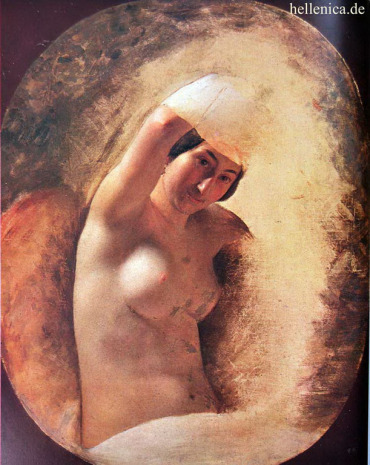
Полуобнажённая

Кунелакис оставил после себя ограниченное число работ, как по причине своей короткой жизни (умер в 40 лет), так и по причине своей тщательной, но медленной работы.
Несмотря на это, его работы обеспечили ему место среди значительных греческих художников 19-го века.
Хотя Кунелакис писал в основном портреты, ему принадлежит ряд значительных картин полуобнажённого и обнажённого человеческого тела.
Большинство из сохранившихся в Греции работ художника принадлежали семье Кунелакиса. Это портрет его жены, Зои Кампани, Групповой портрет семьи художника, Голова старухи, Мать и дочки. Все эти работы хранятся в Национальной галерее Греции.
Автопортрет художника и портрет графини Иоанны Волтера хранятся в коллекции Эврипида Кутлидиса, в то время как его картины обнажённых хранятся в других коллекциях.
Греческая публика с опозданием познакомилась с работами Кунелакиса.
Его имя впервые было отмечено в 1878 году, в журнале «Эстиа» (Очаг), согласно которому его тёща, Эфтимия Кампани, дарила 7 работ художника Галерее Школы изящных искусств.
Непосредственно с искусством художника греческая публика познакомилась в 1895 году, на выставке «Общества друзей Муз».
Работы художника выставлялись в 1900 году на выставке «Общества любителей Искусства».
Начиная с 1915 года, Национальная галерея выставляла «Семейный портрет» Кунелакиса на всех выставках в Заппио.
Признание Кунелакиса в Италии подтверждают его автопортрет, хранящийся в Уффици и «Голова старухи» хранящаяся в Museo Civico города Падуя. В картинах Кунелакиса с мифологической тематикой сказывается его знакомство с работами Жан Огюста Энгра.